# اژدرماران
اژدَرماران یا بوآیان نام خانواده‌ای از مارها است. این خانواده در فروراسته ناکورماریان قرار دارد. مارهای بوآ غیرسمی هستند و عموماً در آمریکای مرکزی و جنوبی و همچنین در آفریقا، آسیا و اروپا و برخی جزایر اقیانوس آرام یافت می‌شوند. برخی از بزرگ‌ترین مارهای شناخته‌شده، از اعضای در این خانواده هستند. برای مثال، آناکوندای سبز، سنگین‌ترین و از نظر درازا، دومین مار بزرگ، در میان تمامی مارهاست. خانوادهٔ بوآ شامل ۵ زیرخانواده، ۱۲ سرده و ۴۸ گونه شناسایی‌شده‌است. بیشتر گونه‌های این خانواده، تخم‌زنده‌زا هستند و ماده‌ها، نوزادانی زنده به دنیا می‌آورند.

## پراکندگی
بیشتر گونه‌ها در آمریکای شمالی، مرکزی و جنوبی و همچنین دریای کارائیب یافت می‌شوند. تعداد کمی نیز در جنوب شرقی اروپا و آسیای صغیر، شمال، مرکز و شرق آفریقا، ماداگاسکار، شبه‌جزیره عربستان، آسیای مرکزی و جنوب غربی آسیا تا هند، سری‌لانکا، جزایر ملوک و گینه نو تا ملانزی و ساموآ یافت می‌شوند.

## شکار و تغذیه
مارهای خانوادهٔ بوآ با پیچیدن به دور طعمهٔ خود، باعث خفگی طعمه می‌شوند. برخلاف تصور رایج، حتی گونه‌های بزرگ‌تر بوآ، بدن طعمه‌های خود را خُرد نمی‌کنند. در واقع، طعمه تا پیش از بلعیده شدن، حتی به‌طور قابل‌توجهی تغییر شکل نمی‌دهد. سرعت پیچیدن بوآها و نیرویی که آن‌ها در هنگام شکار، اِعمال می‌کنند، ممکن است قابل توجه باشد اما مرگ طعمه، ناشی از خفگی است، به‌طوری که قربانی نمی‌تواند دنده‌های خود را حرکت دهد تا نفس بکشد.

## زیرخانواده‌ها
| زیرخانواده‌        | نویسندهٔ آرایه                | تعداد سرده‌ها | تعداد گونه‌ها | نام متداول            | محدوده جغرافیایی |
| ----------------- | ---------------------------- | ------------ | ------------ | --------------------- | --- |
| بوآ               | گری، ۱۸۲۵                    | ۶            | ۳۲           | بوآهای حقیقی          | آمریکای مرکزی و جنوبی و هند غربی |
| کالابارینا        | گری، ۱۸۵۸                    | ۱            | ۱            | پایتون کالابار        | غرب و مرکز آفریقا |
| Candoiinae        | Pyron, Burbink & Wiens، ۲۰۱۳ | ۱            | ۴            | بوآهای دماغه مخروطی   | از سولاوسی از جزایر ملوک، گینه نو و ملانزی تا ساموآ و توکلائو |
| اژدرماران بر قدیم | بناپارت، ۱۸۳۱                | ۳            | ۱۲           | بوآهای شنی دنیای قدیم | جنوب و جنوب شرقی اروپا، آسیای صغیر، شمال، مرکز، غرب و شرق آفریقا، عربستان، آسیای مرکزی و جنوب غرب آسیا، هند، سریلانکا، جنوب غربی کانادا، غرب ایالات متحده و شمال غربی مکزیک |
| Sanziniinae       | رومر، ۱۹۵۶                   | ۲            | ۴            | بوآهای ماداگاسکار     | ماداگاسکار |
|                   |                              |              |              |                       | |